# Partille World Cup
Partille World Cup je godišnje međunarodno rukometno natjecanje za mlade rukometaše u Göteborgu. Održava se od 1970. godine. Natjecanja se održavaju u više dobnih kategorija.
U sklopu Cupa održava se Otvoreno europsko prvenstvo za mlade rukometaše.
Na izdanju 2025. natjecale su se 1272 ekipe iz 35 zemalja te je odigrano 4288 utakmica na 75 igrališta.